# Жураускас, Артурас
Артурас Жураускас (лит. Artūras Žurauskas; род. 20 августа 1961, Молетай, Литовская ССР, СССР) — литовский государственный служащий и дипломат.

## Биография
Родился 20 августа 1961 года в Молетай. В 1979—1984 годах учился на юридическом факультете Вильнюсского университета. В 1987—1989 годах был аспирантом Академии Министерства внутренних дел СССР. 20 июня 1991 года защитил диссертацию на тему «Институт уголовно-процессуального задержания в условиях дальнейшей демократизации советского общества» и получил степень кандидата юридических наук.
В 1984—1987 годах служил следователем в МВД Литовской ССР. В 1989—1990 годах работал в Вильнюсской школе МВД СССР. В 1990—1993 годах был преподавателем Литовской полицейской академии.
В 1993—2000 годах служил в Консульском отделе Министерства иностранных дел Литвы. В 2000—2001 годах был заместителем директора Консульского отдела.
В 2001—2006 годах — посол Литовской Республики в Китайской Народной Республике, а также в Республике Корея, Монголии и Социалистической Республике Вьетнам.
В 2006—2010 годах — посол Литовской Республики в Греческой Республике, а также в Республике Кипр (с 2007 года), Республике Албания (с 2008 года) и  Республики Болгария (с 2007 по 2008 год).
В 2010—2012 годах был директором Департамента правовых и международных договоров Министерства иностранных дел Литвы.
С октября 2012 по сентябрь 2013 года был послом Литвы в Азербайджане. Подал в отставку в июле 2013 года после публикации в интернете его тайно записанных разговоров с дипломатами и бизнесменами в Вильнюсе на встрече. В ходе беседы с послом Литвы в Венгрии дипломаты поделились личными замечаниями об азербайджано-армянских отношениях и других вопросах. С 2013 года служил послом по особым поручениям в МИД Литвы.
С 1 августа 2016 года является послом Литвы в Латвии.
Владеет английским, русским и польским языками. Женат, воспитывает дочь.

## Награды
- Командор ордена «За заслуги перед Литвой» (2003)
- Командор ордена Трёх звёзд (2021, Латвия)[3]